# Tłustoszka
Tłustoszka (Steatomys) – rodzaj ssaków z podrodziny nadrzewników (Dendromurinae) w obrębie rodziny malgaszomyszowatych (Nesomyidae).

## Zasięg występowania
Rodzaj obejmuje gatunki występujące w Afryce (Senegal, Wybrzeże Kości Słoniowej, Mali, Burkina Faso, Ghana, Togo, Benin, Niger, Nigeria, Kamerun, Sudan, Etiopia, Republika Środkowoafrykańska, Demokratyczna Republika Konga Uganda, Kenia, Tanzania, Malawi, Zambia, Angola, Namibia, Botswana, Zimbabwe, Mozambik, Eswatini i Południowa Afryka).

## Morfologia
Długość ciała (bez ogona) 55–125 mm, długość ogona 32–72 mm, długość ucha 11–20 mm, długość tylnej stopy 12–21 mm; masa ciała 8–66 g.

## Systematyka
Rodzaj zdefiniował w 1846 roku niemiecki zoolog Wilhelm Peters w artykule poświęconym opisowi nowych rodzajach ssaków z rzędu owadożernych i gryzoni, opublikowanym w czasopiśmie Bericht über die zur Bekanntmachung geeigneten Verhandlungen der Konigl. Preuss. Akademie der Wissenschaften zu Berlin. Gatunkiem typowym jest (oznaczenie monotypowe) tłustoszka sawannowa (S. pratensis).

### Etymologia
Steatomys: gr. στεαρ stear, στεατος steatos ‘gruby, tłusty’; μυς mus, μυος muos ‘mysz’.

### Podział systematyczny
Do rodzaju należą następujące występujące współcześnie gatunki:
| Grafika | Gatunek             | Autor i rok opisu        | Nazwa zwyczajowa             | Podgatunki         | Rozmieszczenie geograficzne | Podstawowe wymiary                             | Status IUCN |
| ------- | ------------------- | ------------------------ | ---------------------------- | ------------------ | --- | ---------------------------------------------- | ----------- |
|         | Steatomys caurinus  | O. Thomas, 1912          | tłustoszka krzewiasta        | gatunek monotypowy | nieprzerwanie od Senegalu na wschód do Malawi, Wybrzeża Kości Słoniowej, Burkina Faso, Ghany, Togo, Beninu i północno-zachodniej Nigerii                                                                             | DC: 9,6–12,2 cm DO: 3,5–5 cm MC: 30–66 g       | LC          |
|         | Steatomys cuppedius | O. Thomas & Hinton, 1920 | tłustoszka drobna            | gatunek monotypowy | sucha sawanna w Senegalu i Beninie, północnej Nigerii i południowym Nigrze | DC: 7,8–9,3 cm DO: 4,1–5 cm MC: 14–24 g        | LC          |
|         | Steatomys jacksoni  | Hayman, 1936             | tłustoszka ghańska           | gatunek monotypowy | zachodnia Ghana, zgłaszany również z zachodniej Nigerii | DC: około 12 cm DO: około 5 cm MC: brak danych | DD          |
|         | Steatomys opimus    | Pousargues, 1894         | tłustoszka dziesięciosutkowa | gatunek monotypowy | wąskim pasem od południowego Kamerunu na wschód do Republiki Środkowoafrykańskiej, północnej Demokratycznej Republiki Konga i skrajnego południowo-zachodniego Sudanu Południowego                                   | DC: 11,5–12,5 cm DO: 5,2–6,5 cm MC: 30–50 g    | LC          |
|         | Steatomys bocagei   | O. Thomas, 1892          | tłustoszka duża              | gatunek monotypowy | wilgotne sawanny i lasy w południowo-zachodniej Demokratycznej Republice Konga i Angoli | DC: 9,7–12,4 cm DO: 5,2–7,2 cm MC: brak danych | LC          |
|         | Steatomys parvus    | Rhoads, 1896             | tłustoszka malutka           | gatunek monotypowy | Afryka Wschodnia (południowo-zachodnia Etiopia do zachodniej Tanzanii) i Południowa (południowa Angola do zachodniej Zambii); również Dżabal Marra w zachodnim Sudanie                                               | DC: 5,5–8,3 cm DO: 3,4–5,1 cm MC: 8–15 g       | LC          |
|         | Steatomys pratensis | W. Peters, 1846          | tłustoszka sawannowa         | gatunek monotypowy | Afryka Południowa (południowa Demokratyczna Republika Konga i południowa Tanzania, na południe do południowo-wschodniej Botswany, północnej Południowej Afryki i Eswatini); niepotwierdzone zapisy z Etiopii i Kenii | DC: 8,2–10,2 cm DO: 4–5,6 cm MC: 22–48 g       | LC          |
|         | Steatomys krebsii   | W. Peters, 1852          | tłustoszka gąszczowa         | gatunek monotypowy | 1 populacja w Angoli, zachodniej Zambii, północnej Namibii i północnej Botswanie, pozostałe 2 odpowiednio w północno-wschodniej i południowo-zachodniej Afryce Południowej                                           | DC: 7,3–10 cm DO: 3,2–5,6 cm MC: 15–42 g       | LC          |

Kategorie IUCN:  LC  – gatunek najmniejszej troski,  DD  – gatunki o nieokreślonym stopniu zagrożenia. 
Opisano również gatunki wymarłe z miocenu:
- Steatomys bartheli Mein & Pickford, 2010[10] (Egipt)
- Steatomys harasibensis Mein, Pickford & Senut, 2004[11] (Namibia)
- Steatomys jaegeri Mein, Pickford & Senut, 2004[12] (Namibia)
- Steatomys minor (Geraads, 2001)[13] (Etiopia)